# Bükkszentkereszt
Bükkszentkereszt (slovaque : Nová Huta) est un village et une commune du comitat de Borsod-Abaúj-Zemplén en Hongrie.